# Những câu chuyện về nhà vịt
Những câu chuyện về nhà vịt (tên gốc tiếng Anh: DuckTales) là một bộ phim hoạt hình truyền hình Mỹ, được sản xuất bởi Walt Disney Television Animation và được phân phối bởi Buena Vista tivi. Sê-ri phim hoạt hình được công chiếu vào ngày 18 tháng 9 năm 1987 và đã có tổng cộng 100 tập trong bốn mùa, với tập cuối phát sóng vào ngày 28 tháng 11 năm 1990. Dựa trên Uncle Scrooge và các bộ truyện tranh Vũ trụ vịt Donald khác do Carl Barks tạo ra, chương trình đi theo Scrooge McDuck, ba cháu trai của ông là Huey, Dewey và Louie và những người bạn thân của nhóm, trong những cuộc phiêu lưu khác nhau, hầu hết đều liên quan đến việc tìm kiếm kho báu hoặc cản trở những nỗ lực của những kẻ xấu tìm cách đánh cắp tài sản của Scrooge hoặc Số 1 đồng xu của anh ta.
Những câu chuyện về nhà vịt đã nhận được một nhượng quyền thương mại, bao gồm các video game và truyện tranh, cùng với một bộ phim hoạt hình sân khấu hoạt hình có tên Những câu chuyện về nhà vịt: Kho báu trong chiếc đèn bị mất, được phát hành tại các rạp trên toàn nước Mỹ vào ngày 3 tháng 8 năm 1990. Bộ truyện đáng chú ý là phim hoạt hình đầu tiên của Disney được sản xuất cho tổ chức ngày thường, với thành công mở đường cho các phim hoạt hình Disney trong tương lai, như Chip 'n Dale: Rescue Rangers và TaleSpin. Bài hát chủ đề nổi tiếng của chương trình được viết bởi Mark Mueller. Ngoài ra, Launchpad McQuack sau đó trở lại xuất hiện trong một loạt phim hoạt hình khác của Disney, trở thành nhân vật chính trong Darkwing Duck.
Vào tháng 2 năm 2015, Disney XD đã công bố sự hồi sinh của chương trình, với ý định làm mới lại bộ phim hoạt hình. Loạt phim mới được công chiếu vào ngày 12 tháng 8 năm 2017 và sẽ đến kết thúc vào ngày 15 tháng 3 năm 2021.

## Tiền đề

Một số yếu tố trong truyện tranh, chẳng hạn như Magica De Spell mua sắm viện trợ cho các chàng trai Beagle, đã được giữ lại để sử dụng trong các cốt truyện khác nhau của DuckTales.

Khi vịt Donald quyết định gia nhập Hải quân Hoa Kỳ, ông đã thuê chú Scrooge McDuck của mình đến chăm sóc các cháu trai của ông, Huey, Dewey, and Louie. Trong DuckTales, các nhân vật trải qua những chuyến phiêu lưu kì thú với phong cách năng động, thoải mái. Ngoài ra, chương trình còn có sự xuất hiện thường xuyên của Gyro Gearloose, một nhân vật truyện tranh đã thành danh, cũng như khách mời của Donald trong phần đầu tiên - đây là một sự xuất hiện đầy đủ, hoặc trong một cảnh khách mời khi Scrooge và các cháu của ông đọc những lá thư anh gửi cho họ, và một vài lần xuất hiện nhỏ bởi ngọn lửa cũ của Scrooge, Glittering Goldie, nhân vật được chuyển thể từ truyện tranh. Chương trình đã giới thiệu các nhân vật mới cho vũ trụ Vịt; trong khi một số trẻ vị thành niên bao gồm: bảo mẫu bà Beakley, người mà Scrooge thuê để trông nom các cháu trai; cháu gái của bà Beakley Webby; phi công Launchpad McQuack của Scrooge; Doofus Drake, một người hâm mộ Launchpad và là bạn thân của các cháu trai; và quản gia McDuck Manor, Duckworth. Phần thứ hai sau đó đã giới thiệu ba nhân vật bổ sung mới như là một phần của câu chuyện của chương trình: vịt Bubba "cileduck" và thú cưng của anh ta là Tootsie; và Fenton Crackshell, kế toán cá nhân của Scrooge, người bí mật làm việc như một siêu anh hùng tên Gizmoduck.
Hầu hết các câu chuyện được sử dụng trong chương trình đều xoay quanh một trong ba chủ đề phổ biến - phần đầu tập trung vào nỗ lực của nhóm nhằm ngăn chặn những nỗ lực của nhiều nhân vật phản diện để đánh cắp tài sản của Scrooge hoặc Dime Number One của anh ta; thứ hai tập trung vào một cuộc đua tìm kho báu; phần ba tập trung vào các nhân vật cụ thể trong chương trình. Mặc dù một số câu chuyện là nguyên bản hoặc dựa trên loạt truyện tranh của Barks, những câu chuyện khác là những câu chuyện về các câu chuyện hoặc truyền thuyết cổ điển, bao gồm các nhân vật dựa trên những người hư cấu hoặc lịch sử. DuckTales được chú ý vì có nhiều tài liệu tham khảo về văn hóa đại chúng, bao gồm Shakespeare, Jack the Ripper, thần thoại Hy Lạp, James Bond, Indiana Jones và Sherlock Holmes. Sau mùa đầu tiên, chương trình đã tránh xa những câu chuyện trên toàn cầu, với những cuộc phiêu lưu tập trung chủ yếu ở Duckberg.
Nhân vật phản diện chính của chương trình bao gồm những người trong truyện tranh: Flintheart Glomgold, người tìm cách thay thế Scrooge trở thành "con vịt giàu nhất thế giới"; Những chàng trai Beagle, những người tìm cách cướp Scrooge tài sản của anh ta và thường nhắm vào thùng tiền của anh ta; và Magica De Spell, người tìm cách đánh cắp đồng xu Số một của mình. Một vài thay đổi đã được thực hiện cho những nhân vật phản diện này - không giống như truyện tranh, Flintheart Glomgold là người gốc Scotland và mặc một vài bộ trang phục của Scotland, bao gồm cả một chiếc kilt; Magica, người Ý trong truyện tranh có giọng Đông Âu, cũng như một người anh tên là Poe, người đã biến thành một con quạ. Các chàng trai Beagle có tính cách cá nhân và được mẹ của họ, Ma Beagle, người đôi khi đuổi họ ra khỏi tù để thực hiện các kế hoạch với cô, nhưng luôn tránh bị cảnh sát bắt. Loạt phim hoạt hình cũng có một danh sách các nhân vật phản diện nhỏ, hầu hết trong số họ tìm cách chiếm lấy sự giàu có của Scrooge hoặc đánh bại anh ta để tìm kho báu.

## Diễn viên
- Alan Young trong vai Scrooge McDuck
- Russi Taylor trong vai Huey, Dewey và Louie Duck và Webby Vanderquack
- Chuck McCann trong vai Duckworth the Butler, Burger Beagle, và Bouncer Beagle
- Terry McGovern trong vai Launchpad McQuack (toàn bộ loạt phim) và Babyface Beagle (phần 1)
- Frank Welker trong vai Bigtime Beagle (toàn bộ loạt phim), Baggy Beagle (toàn bộ loạt phim), Poe (phần 1), và Bubba (phần 2-4)
- Hal Smith trong vai Gyro Gearloose và Flintheart Glomgold
- Joan Gerber trong vai Mrs. Beakley và Glittering Goldie
- Hamilton Camp trong vai Fenton Crackshell/Gizmoduck (phần 2-4). Tiếng nói bổ sung trong phần 1
- June Foray trong vai Ma Beagle và Magica De Spell
- Peter Cullen trong vai Bankjob Beagle và Admiral Grimitz (phần 1)
- Brian Cummings trong vai Doofus Drake và Bugle Beagle (phần 1). Tiếng nói bổ sung trong phần 3
- Tony Anselmo trong vai Donald Duck (phần 1)

Chương trình cũng có một loạt các diễn viên lồng tiếng bổ sung lồng tiếng cho một số nhân vật phụ, thường xuyên nhất bao gồm những người sau đây:
| - Susan Blu - Corey Burton - Jim Cummings - Miriam Flynn - Kathleen Freeman - Linda Gary | - Richard Libertini - Tress MacNeille - Howard Morris - Alan Oppenheimer - Rob Paulsen - Will Ryan |

## Tập
| Mùa | Mùa                       | Số tập                    | Số tập                    | Phát sóng gốc        | Phát sóng gốc        |
| Mùa | Mùa                       | Số tập                    | Số tập                    | Phát sóng lần đầu    | Phát sóng lần cuối   |
| --- | ------------------------- | ------------------------- | ------------------------- | -------------------- | -------------------- |
|     | 1                         | 65                        | 65                        | 18 tháng 9 năm 1987  | 1 tháng 1 năm 1988   |
|     | 2                         | 10                        | 10                        | 24 tháng 11 năm 1988 | 26 tháng 3 năm 1989  |
|     | 3                         | 18                        | 18                        | 18 tháng 9 năm 1989  | 11 tháng 2 năm 1990  |
|     | Treasure of the Lost Lamp | Treasure of the Lost Lamp | Treasure of the Lost Lamp | 3 tháng 8 năm 1990   | 3 tháng 8 năm 1990   |
|     | 4                         | 7                         | 7                         | 10 tháng 9 năm 1990  | 28 tháng 11 năm 1990 |

## Phương tiện truyền thông gia đình

### VHS phát hành
10 băng VHS, chứa hai tập mỗi tập, được phát hành tại Hoa Kỳ.
| Tiêu đề VHS                | Tập                                                            | Ngày phát hành      |
| -------------------------- | -------------------------------------------------------------- | ------------------- |
| "Fearless Fortune Hunter"  | 'Earth Quack' 'Master of the Djinni'                           | 31 tháng 5 năm 1988 |
| "Daredevil Ducks"          | 'The Money Vanishes' 'Home Sweet Homer'                        | 31 tháng 5 năm 1988 |
| "High-Flying Hero"         | 'Hero for Hire' 'Launchpad's Civil War'                        | 31 tháng 5 năm 1988 |
| "Masked Marauders"         | 'Send in the Clones' 'Time Teasers'                            | 4 tháng 10 năm 1988 |
| "Lost World Wanderers"     | 'Dinosaur Ducks' 'The Curse of Castle McDuck'                  | 9 tháng 5 năm 1989  |
| "Duck to the Future"       | 'Duck to the Future' 'Sir Gyro de Gearloose'                   | 9 tháng 5 năm 1989  |
| "Accidental Adventurers"   | 'Jungle Duck' 'Maid of the Myth'                               | 28 tháng 9 năm 1989 |
| "Seafaring Sailors"        | 'Sphinx for the Memories' 'All Ducks on Deck'                  | 28 tháng 9 năm 1989 |
| "Raiders of the Lost Harp" | 'Raiders of the Lost Harp' 'The Pearl of Wisdom'               | 14 tháng 8 năm 1990 |
| "Space Invaders"           | 'Where No Duck Has Gone Before' 'Micro Ducks from Outer Space' | 14 tháng 8 năm 1990 |

Ngoài ra, tập "Ducky Haze Picture Show" đã được phát hành với tập Goof Troop "FrankenGoust" trên băng cassette VHS mang tên  Monster Bash  vào năm 1993.

#### UK, Australia và New Zealand VHS phát hành
10 băng VHS, mỗi băng có hai hoặc ba tập, được phát hành tại Vương quốc Anh, Úc và New Zealand.
| Tiêu đề VHS                      | Tập                                                                      | Ngày phát hành      |
| -------------------------------- | ------------------------------------------------------------------------ | ------------------- |
| "Earthquack"                     | 'Earth Quack' 'Back to the Klondike'                                     | 11 tháng 9 năm 1992 |
| "Micro Ducks from Outer Space"   | 'Micro Ducks from Outer Space' 'Scrooge's Pet'                           | 11 tháng 9 năm 1992 |
| "The Lost Crown of Genghis Khan" | 'The Lost Crown of Genghis Khan' 'The Money Vanishes'                    | 11 tháng 9 năm 1992 |
| "1001 Arabian Ducks"             | 'Master of the Djinni' 'Merit-Time Adventure'                            | 11 tháng 9 năm 1992 |
| "High Sea Adventures"            | 'Maid of the Myth' 'Send in the Clones'                                  | 11 tháng 9 năm 1992 |
| "Hotel Strangeduck"              | 'Hotel Strangeduck' 'Superdoo!'                                          | 11 tháng 9 năm 1992 |
| "Fool of the Nile"               | 'Sphinx for the Memories' 'Top Duck'                                     | 10 tháng 9 năm 1993 |
| "Little Duckaroos"               | 'Ducks of the West' 'Magicia's Shadow War'                               | 10 tháng 9 năm 1993 |
| "Jailhouse Duck"                 | 'Where No Duck Has Gone Before' 'Duckman of Aquatraz' 'Home Sweet Homer' | 10 tháng 9 năm 1993 |
| "Runaway Robots"                 | 'Robot Robbers' 'Sweet Duck of Youth'                                    | 10 tháng 9 năm 1993 |

### DVD phát hành

#### Bắc Mỹ (Khu vực 1)
| Tiêu đề DVD | Tập # | Ngày phát hành                          |
| ----------- | ----- | --------------------------------------- |
| Volume 1    | 27    | 8 tháng 11 năm 2005                     |
| Volume 2    | 24    | 14 tháng 11 năm 2006                    |
| Volume 3    | 24    | 13 tháng 11 năm 2007                    |
| Volume 4    | 25    | 11 tháng 9 năm 2018 (Disney Movie Club) |

#### Quốc tế (Khu vực 2)
| Tiêu đề DVD                | Tập # | Ngày phát hành       | Ngôn ngữ                                                            |
| -------------------------- | ----- | -------------------- | ------------------------------------------------------------------- |
| Ducktales – 1st Collection | 20    | 12 tháng 2 năm 2007  | tiếng Anh, tiếng Pháp, tiếng Đức, tiếng Tây Ban Nha và tiếng Italia |
| Ducktales – 2nd Collection | 24    | 12 tháng 11 năm 2012 | tiếng Anh, tiếng Hà Lan, tiếng Đức và tiếng Pháp                    |
| Ducktales – 3rd Collection | 24    | 12 tháng 11 năm 2012 | tiếng Anh, tiếng Hà Lan, tiếng Đức và tiếng Pháp                    |

## Tiếp nhận
Vào tháng 1 năm 2009, IGN đã liệt kê DuckTales là chương trình hay nhất thứ 18 trong Top 100 chương trình truyền hình hoạt hình hay nhất. Năm 2013, WatchMojo.com đã xếp DuckTales là bộ phim hoạt hình số 1 của Disney.

### Giải thưởng và đề cử
- Daytime Emmy Awards

1988 – Lập trình hoạt hình xuất sắc (được đề cử)
1989 – Lập trình hoạt hình xuất sắc (được đề cử)
1989 – Lập trình hoạt hình nổi bật (lập trình một giờ trở lên) - "Super DuckTales" (đoạt giải)
1990 – Chỉnh sửa âm thanh phim xuất sắc - Rich Harrison, Charlie King và Rick Hinson (đoạt giải)

### Nhạc nền
Bài hát chủ đề đã được coi là một trong những bài hát đáng nhớ nhất đối với một chương trình truyền hình, với tạp chí Dan Fletcher của TIME ghi nhận tác động lâu dài của nó mặc dù chỉ là một bài hát thiếu nhi: "Một số lời bài hát có thể không có ý nghĩa với những người lớn tuổi hơn tuổi. trong số 10 - chúng tôi không chắc cuộc sống ở Duckburg giống như một cơn bão hay chính xác là "vịt mờ" là gì - nhưng bài hát DuckTales vẫn tuyệt vời." Một bài báo từ Vanity Fair lưu ý rằng bài hát có xu hướng dính vào đầu ai đó, một hiện tượng được gọi là một earworm.